# Nesticus cellulanus
Nesticus cellulanus (Clerck, 1757) è un ragno appartenente alla famiglia Nesticidae.

## Distribuzione
La specie è stata reperita in diverse località dell'intera regione olartica.

## Tassonomia
È la specie tipo del genere Nesticus Thorell, 1869.
Non sono stati esaminati esemplari di questa specie dal 2011.
Attualmente, a dicembre 2013, è nota una sola sottospecie:
- Nesticus cellulanus affinis Kulczyński, 1904 - Ungheria